# Monitor (noticiario)
Monitor fue una emisión radiofónica mexicana conducida y producida por el periodista José Gutiérrez Vivó, que inició transmisiones el 2 de septiembre de 1974 y se mantuvo al aire hasta el 23 de mayo de 2008 en una estación de radio en la Ciudad de México, XENET-AM 1320 kHz.
La emisión fue pionera en un formato de noticiarios, líder en audiencia por varios años y creó tendencia en las posteriores emisiones radiofónicas nacionales, por su tono crítico y polémico. Fue la primera en México en dar reportes viales de la Ciudad de México desde un helicóptero y varias motocicletas.

## Historia

### Orígenes (1974-1977)
José Gutiérrez Vivó, titular del noticiero, nació en 1949 en la Ciudad de México. Su carrera profesional comienza en 1969 como vendedor de tiempo en la emisora en inglés Radio VIP, ubicada en el 1560 AM.
En 1973, la empresa Radio Programas de México adquiere la emisora Radio Cadena Nacional ubicada en el 1110 de AM, nombrándola Radio Red, donde, un año después comienza a transmitir el informativo Monitor en tres emisiones: matutina, vespertina y nocturna. Posteriormente, Radio VIP se muda a la frecuencia 88.1 de FM, donde a partir de inicios de los años 80 también se transmitiría Monitor en simultáneo con el 1110 AM.
El primer conductor de Monitor fue Mario Iván Martínez Ortega.

### La consolidación (1978-1988)
A partir de 1978, el periodista se hace cargo de la emisión matutina del informativo, mismo que se convirtió en uno de los espacios informativos con más credibilidad informativa, convirtiendo a Gutiérrez Vivó en uno de los líderes de opinión más respetados en la escena nacional, con un estilo auténtico.
En 1982 tomó el liderato en audiencia luego de la conclusión del programa Opinión Pública del periodista Francisco Huerta, promotor de una corriente denominada Periodismo Civil y principal competencia de la emisión.
A partir de 1989, Monitor forma parte del Foro Económico Mundial (World Economic Forum) de Davós, Suiza en el área de medios de comunicación.

### Monitor se afianza (1989-1995)
Con el paso de los años, esta emisión informativa se convierte en una de las más escuchadas en la Ciudad de México, al disponer de los servicios más eficaces y útiles para el público radioescucha: Red Vial, proporcionando reportes de tráfico y asistencia vial; Monitor su solución, que brindó asesoría de varios tipos al público, y Vigilante al volante, donde radioescuchas taxistas proporcionaban información de carácter vial; entre otros más.
Para este momento, Monitor se transmitiría en cuatro ediciones diarias de lunes a sábado (de 6:00 a 10:00, de 13:00 a 15:00, de 17:00 a 21:00 y de 0:00 a 1:00), así como con tres resúmenes de una hora los domingos (de 8:00 a 9:00, de 15:00 a 16:00 y de 20:00 a 21:00) titulados "Red Acción Dominical".

### Monitor en Grupo Radio Centro (1996-2001)
En noviembre de 1994, se anuncia la venta del grupo de emisoras de Radiodifusión Red compuesto por XERED-AM 1110 kHz, XHRED-FM 88.1 MHz y XHRCA-FM 91.3 MHz en la Ciudad de México, XEDKR-AM 700 kHz en Guadalajara y XESTN-AM 1540 kHz en Monterrey al Grupo Radio Centro. GRC comienza a operar las emisoras en mayo de 1995 y la venta es concretada en enero de 1996. Con este cambio se funda Infored, quien produce el noticiero a partir de aquel año. Originalmente, Grupo Radio Centro e Infored, dirigida aún por Clemente Serna Alvear, el dueño original de las emisoras de Radio Red, firmaron un contrato de diez años de duración en los que Monitor se seguiría transmitiendo en Radio Red mientras que Infored también proveería cápsulas informativas y reportes viales a las (entonces) 12 estaciones de GRC de manera exclusiva.
En 1998, Clemente Serna deja la dirección de Infored y deja al mando al propio Gutiérrez Vivó, quien renegocia el contrato con GRC aduciendo serias diferencias con esta última por las cuales consideraba, incluso, retirarse de la conducción de Monitor. El nuevo contrato entre GRC e Infored es firmado el 23 de diciembre de 1998 y tendría una duración de 16 años y medio, hasta el 30 de junio de 2015. Como parte de este nuevo contrato, GRC accede a traspasar a Infored las estaciones XEJP-AM 1320 y XEFAJ-AM 1560, lo cual se concreta el 20 de abril de 2000.

### Gutiérrez Vivó vs. GRC (2002-2003)
En 2002, el periodista demanda a Grupo Radio Centro por 21 millones de dólares por incumplimiento de contrato y supuesto robo de marcas registradas, asegurando que, Monitor y otras marcas registradas por el periodista en el Instituto Mexicano de la Propiedad Intelectual (IMPI), eran plagiadas por GRC. Además, Gutiérrez Vivó alegó que la compra, en el año 2001, de la estación XEN-AM 690 la cual fue relanzada con un perfil noticioso y periodistas ajenos a Infored, también era una violación al contrato firmado entre ambas partes.

### Monitor sale de Radio Red (2004)
El 29 de febrero de 2004 se da a conocer el fallo a favor de Infored y José Gutiérrez Vivó en la demanda con Grupo Radio Centro, por lo que el informativo sale de la programación de Radio Red a las 13:00 horas del 3 de marzo del mismo año para empezarse a transmitir en las frecuencias del 1320 AM y 1560 AM de la Ciudad de México, que hasta ese momento transmitían formatos musicales. En días posteriores, dichas frecuencias cambiaron sus distintivos de llamada a XENET-AM y XEINFO-AM, respectivamente. GRC apeló el fallo en los tribunales mexicanos, logrando que no se ejecutara la sentencia en su contra.

### Alianza Monitor y MVS Radio (2004-2006)
A partir del martes 16 de marzo de 2004, inició la alianza entre Infored y MVS Comunicaciones a través de su división MVS Radio para transmitir el noticiero Monitor MVS a través de la emisora XHMVS-FM 102.5 MHz en la Ciudad de México, así como la creación de la Cadena Nacional Monitor MVS la cual tuvo inicialmente una cobertura en 30 poblaciones.
En el año 2005, muchas emisoras de MVS Radio ubicadas en muchas poblaciones dejaron de transmitir el noticiero.
La alianza con MVS Radio termina con las transmisiones en el 102.5 MHz en el Valle de México el día jueves 30 de noviembre de 2006, como lo dio a conocer José Gutiérrez Vivó ese mismo día en Monitor de la mañana, debido a que como se ha extendido el tiempo y no se había aplicado la sentencia de la segunda parte del laudo arbitral por la cual el Grupo Radio Centro debía pagar a favor de Infored por los daños causados. Razón por la cual, Grupo Monitor no podía seguir pagando la renta del tiempo aire de la emisora XHMVS-FM 102.5 MHz.

### Grupo Monitor, comprometidos con la verdad (2005-2006)
A partir de marzo de 2005, Monitor empezó a transmitirse por televisión, a través del canal 52MX de MVS Televisión, por lo que el informativo no sólo llegó a México, sino también a los Estados Unidos.
En abril de 2004, Infored cambia su nombre a Grupo Monitor, que dirige no sólo los destinos de Monitor en radio y televisión, sino también el periódico Diario Monitor, que salió a la venta ese mismo mes y año reemplazando a El Heraldo de México.

### Últimos años (2007-2008)
El 29 de junio de 2007, Gutiérrez Vivó anunció al aire el fin de transmisiones de Monitor debido a una huelga que estallaría al día siguiente, reconociendo que se debía a que la empresa ya no podía pagar a sus trabajadores pues "la publicidad no llega, y hay instrucciones de que no llegue, es un boicot económico". El periodista culpó a Grupo Radio Centro por la negativa del pago al que había sido sentenciada en 2004 y a la administración de los presidentes Vicente Fox y Felipe Calderón Hinojosa, a quienes acusó de retirar la publicidad gubernamental y fomentar a muchas empresas privadas a dejar de anunciarse en Monitor por considerarlo un medio afín al Partido de la Revolución Democrática y a Andrés Manuel López Obrador. La noticia causó revuelo entre los radioescuchas de Monitor y diversos medios de comunicación simpatizantes de la izquierda, quienes manifestaron su apoyo al noticiario. La huelga finalmente fue emplazada, sin embargo, el noticiario se mantuvo fuera del aire por 65 días, tiempo durante el cual las emisoras 1320 y 1560 solamente transmitieron música clásica en señal de "luto".
El 3 de septiembre de 2007, Monitor regresó al aire únicamente por vía radiofónica y por Internet, sin embargo, con el transcurso de los meses la situación empeoró pese a que el noticiario siguió manteniendo el liderazgo en rating aún transmitiéndose solo por amplitud modulada.
El 10 de abril de 2008, Gutiérrez Vivó anuncia que la frecuencia 1560 fue traspasada como garantía al empresario Eduardo Henkel, por lo que el noticiario solo se transmitiría a partir de ese día por la frecuencia 1320. A partir del 24 de abril, las tres emisiones diarias de Monitor también se transmitirían por la emisora XEOC-AM 560, Radio Chapultepec.
Debido a que el juicio entre Infored y Grupo Radio Centro prosiguió, la solvencia de la emisora vino a pique, por lo que el Sindicato Nacional de Trabajadores de la Radio y la Televisión inició una huelga en contra de Infored el 23 de mayo de 2008, concluyendo 34 años de transmisiones. La última emisión del noticiario fue conducida por Héctor Jiménez Landín.

### Programas y locutores

#### Noticiarios
- José Gutiérrez Vivó
- Mario Iván Martínez
- Teresa Aviña
- Martín Espinosa
- Enrique Muñoz
- Víctor Carreón
- Miguel Velasco Corona
- Jesús Martín Mendoza Arriola
- Héctor Jiménez Landín
- Germán Dehesa
- Rosa María de Castro
- José Luis Reyes García
- Miguel Aguirre Castellanos

#### Programas
- "Monitor en la Historia" Conducido por Enrique Muñoz alternando con los historiadores, Alejandro Rosas y José Manuel Villalpando (Segmento sabatino)

- Redención de Significados - Arrigo Coen. Fue un segmento sabatino conducido por el filólogo Arrigo Coen Anitúa dentro del noticiario Monitor, en donde se explicaban significados de determinadas palabras y sus orígenes filológicos.
- El banquete de Platón - Ikram Antaki
- El explicador - Enrique Gánem Corvera
- Radio Red Onda - Germán Dehesa, Ricardo Barona y Fernando Llera "Las Nauyacas"
- Distinto Amanecer - Manuel Pallares con segmentos informativos cada hora a cargo de Miguel Velasco Corona y Héctor Jiménez Landín.

## Cadena Nacional Monitor
Esta cadena estuvo integrada por las siguientes emisoras:            
- Ciudad de México, Distrito Federal

XERED-AM 1110 kHz
XENET-AM 1320 kHz
XEINFO-AM 1560 kHz
XHRED-FM 88.1 MHz
XHMVS-FM 102.5 MHz
- Guadalajara, Jalisco

XEDKR-AM 700 kHz
XEAAA-AM 880 kHz
XHRO-FM 95.5 MHz
- Monterrey, Nuevo León

XECT-AM 1190 kHz
XESTN-AM 1540 kHz 
XHSRO-FM 92.5 MHz
- Acapulco, Guerrero

XHSE-FM 100.1 MHz
- Aguascalientes, Aguascalientes

XELTZ-AM 740 kHz
XHAGT-FM 93.7 MHz
- Ciudad Guzmán, Jalisco

XELAZ-AM 600 kHz
- Ciudad Obregón, Sonora

XEHX-AM 1460 kHz
- Colima, Colima

XETTT-AM 930 kHz
- Cuernavaca, Morelos

XHVZ-FM 97.3 MHz
- Durango, Durango

XECAV-AM 1470 kHz
- Huamantla, Tlaxcala

XEHT-AM 810 kHz
- Irapuato, Guanajuato

XHNY-FM 93.5 MHz
- León, Guanajuato

XHSO-FM 99.9 MHz
- Mérida, Yucatán

XEPY-AM 680 kHz
- Mexicali, Baja California

XEMX-AM 1120 kHz
- Monclova, Coahuila

XEWGR-AM 970 kHz
XHWGR-FM 101.1 MHz
- Piedras Negras, Coahuila

XHRE-FM 105.5 MHz
- San Luis Potosí, San Luis Potosí

XERASA-AM 750 kHz
XHPM-FM 100.1 MHz
- Tampico, Tamaulipas

XERRT-AM 1270 kHz
XHJT-FM 100.1 MHz
- Nuevo Laredo, Tamaulipas

XEFE-AM 790 kHz
XEAM-AM 1310 kHz
XEHI-AM 1470 kHz
XELE-AM 920 kHz  
XEMCA-AM 1090 kHz
XEMT-AM 1340 kHz
XEZD-AM 1350 kHz
- Tuxtla Gutiérrez, Chiapas

XEVV-AM 920 kHz
- Veracruz, Veracruz

XHVE-FM 100.5 MHz
- Zacatecas, Zacatecas

XEPC-AM 890 kHz
- Zamora, Michoacán

XEGT-AM 1490 kHz